# Обмежена послідовність
Числова послідовність {\displaystyle \{a_{n}:n\geq 1\}} називається обмеженою, якщо
{\displaystyle \exists C\in \mathbf {R^{+}} \quad \forall n\geq 1:|a_{n}|\leq C}, тобто множина її значень є обмеженою.
- Послідовність {{\displaystyle x_{n}}} називається обмеженою зверху (знизу), якщо існує таке дійсне число M (число m), що кожен елемент {\displaystyle x_{n}} послідовності {{\displaystyle x_{n}}} задовільняє нерівність {\displaystyle x_{n}} ≤ M ({\displaystyle x_{n}} ≥ m).При цьому число M (число m) називають верхньою (нижньою) межею послідовності.

- Послідовність {{\displaystyle x_{n}}} називається обмеженою з двох сторін або просто обмеженою, якщо вона обмежена зверху і знизу, тобто існують такі числа m і M, що m ≤ {\displaystyle x_{n}} ≤ M., або |{\displaystyle x_{n}}| ≤ A, де A = max{M, m}.

Якщо послідовність є збіжною, то вона буде обмеженою.

## Властивості
Добуток обмеженої і нескінченно малої послідовностей дає нескінченно малу послідовність.
Монотонно зростаюча обмежена зверху (або монотонно спадаюча обмежена знизу) послідовність має скінченну границю.